# Zygmunt Rumel
Zygmunt Jan Rumel ps. „Mały”, „Krzysztof Poręba” (ur. 9 lutego?/22 lutego 1915 w Piotrogrodzie, zg. w nocy z 10 na 11 lipca 1943 koło wsi Kustycze na Wołyniu) – polski dowódca wojskowy; komendant VIII Okręgu Wołyń BCh, oficer Armii Krajowej. Poeta nawiązujący do tradycji polskiego romantyzmu, autor m.in. poematu „Rok 1863” i wiersza zatytułowanego Dwie matki, w którym wyraża swoje przywiązanie do dwóch ojczyzn – Polski i Ukrainy.

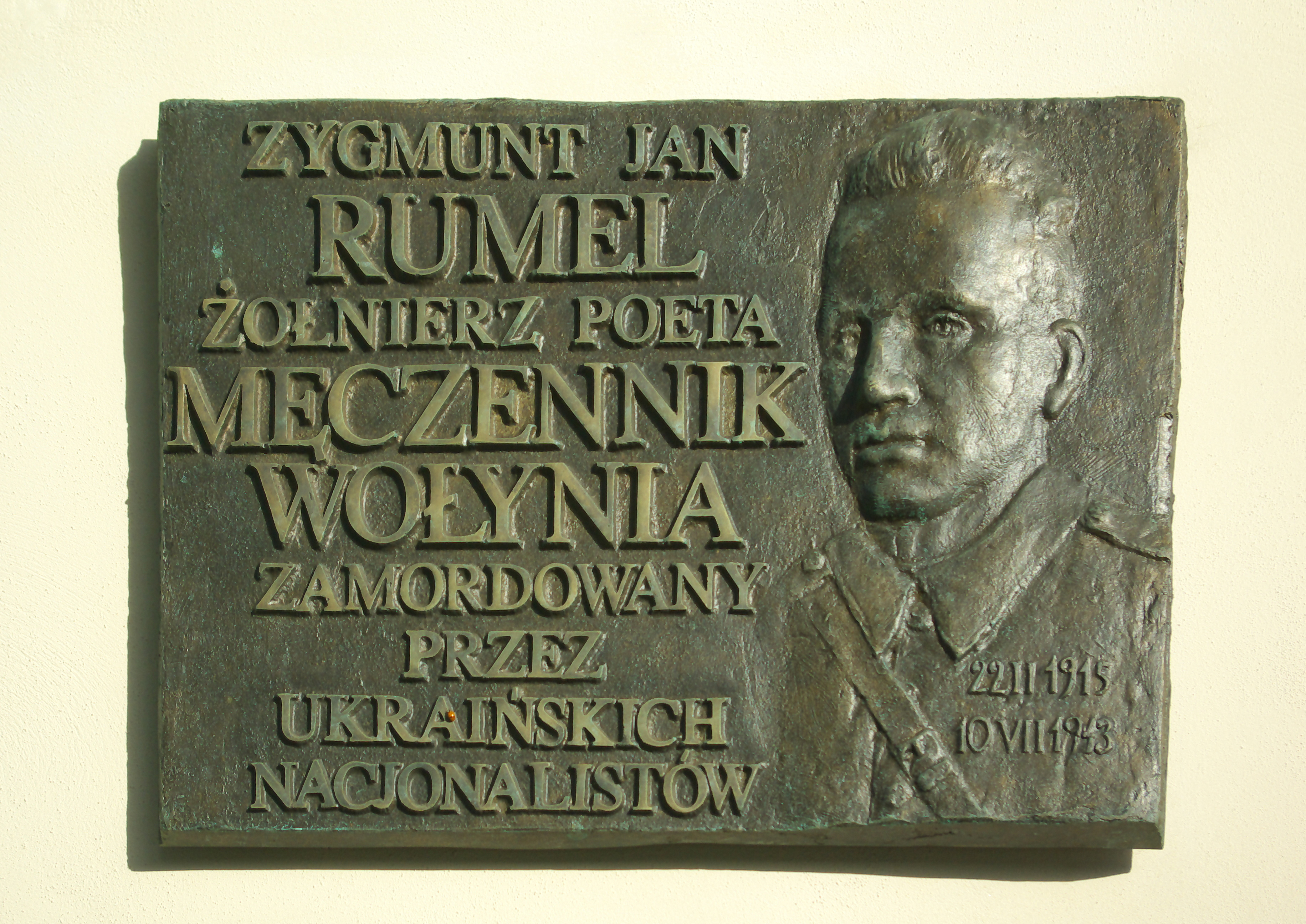
Tablica upamiętniająca Zygmunta Rumla na Pałacyku Rembielińskiego w Warszawie

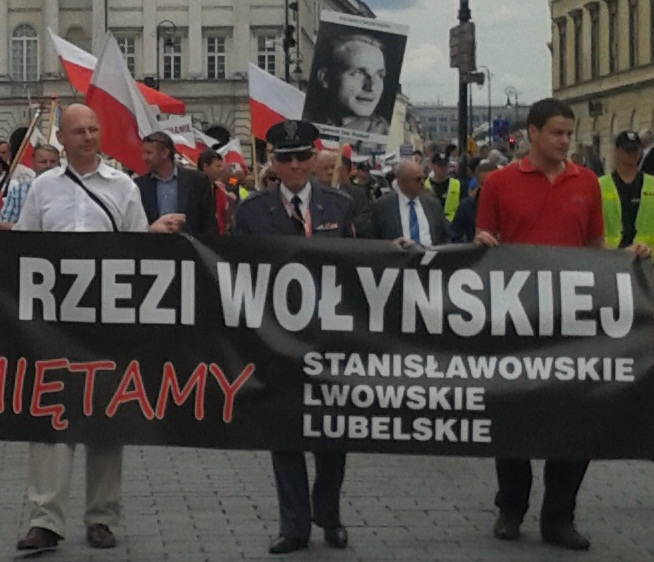
Portret Z. Rumla niesiony na Marszu Jedności i Solidarności Kresów, 11 lipca 2013

## Życiorys
Urodził się w rodzinie Władysława Rumla i Janiny z Tymińskich. Ojciec, z wykształcenia inżynier rolnictwa, był oficerem Wojska Polskiego, uczestnikiem wojny polsko-bolszewickiej w 1920 roku, odznaczonym Krzyżem Orderu Virtuti Militari; po wojnie zamieszkał jako osadnik wojskowy w powiecie krzemienieckim na Wołyniu. 
Dzieciństwo Zygmunta upłynęło na wsi wołyńskiej. Liceum kończył w Krzemieńcu, gdzie mieszkał w dworku należącym niegdyś do rodziny Juliusza Słowackiego. Następnie studiował polonistykę na Uniwersytecie Warszawskim.
Mimo studiowania w Warszawie, angażował się w życie społeczne Wołynia. W latach 30. działał w Wołyńskim Związku Młodzieży Wiejskiej. Włączył się w prace Uniwersytetu Ludowego w Różynie w pow. kowelskim, gdzie prawdopodobnie poznał Kazimierza Banacha. Był publicystą i przewodniczącym komitetu redakcyjnego miesięcznika „Droga Pracy”, dodatku do „Życia Krzemienieckiego”. W swoich artykułach Rumel poruszał tematy historyczne i społeczne. Opowiadał się za ideą Polski jako państwa wielonarodowego, potępiał przejawy antysemityzmu. Publikował także w dwujęzycznym piśmie „Młoda Wieś – Mołode Seło” wydawanym w Krzemieńcu.
W 1938 roku został skierowany do Wołyńskiej Szkoły Podchorążych Rezerwy Artylerii im. Marcina Kątskiego we Włodzimierzu Wołyńskim, gdzie znalazł się w 2. baterii dowodzonej najpierw przez kpt. Mariana Schneikarta, a po jego odejściu na dowódcę I dywizjonu w marcu 1939 – przez mjr. Józefa Widorta. XIII kurs ukończył w stopniu kaprala podchorążego rezerwy w lipcu 1939, po czym przybył na praktykę do 23 pułku artylerii lekkiej w Będzinie. Po mobilizacji pod koniec sierpnia 1939 roku z pułkiem tym udał się na wojnę.
Po agresji ZSRR na Polskę dostał się po 20 września 1939 do niewoli radzieckiej. Podał się za szeregowca i został zwolniony. Początki okupacji spędził na Wołyniu, gdzie już pod koniec 1939 roku wstąpił do podziemnej antysowieckiej organizacji powołanej przez działaczy ruchu ludowego. Konspiratorzy postanowili skontaktować się z Henrykiem Józewskim, przebywającym w Generalnym Gubernatorstwie, w którym widzieli przyszłego lidera organizacji. Podczas nieudanej próby przekroczenia granicy z GG w styczniu 1940 roku Rumel oraz jego towarzysz Pius Zalewski odmrozili nogi i zawrócili do Łucka. Tam zastali ich emisariusze ZWZ płk Kazimierz Tadeusz Majewski „Szmigiel” i Jerzy Potapow „Jarosław” przybyli na Wołyń z misją tworzenia konspiracji ZWZ. Organizacja Rumla podporządkowała się rozkazom płk. Majewskiego.
W lutym i marcu 1940 roku Rumel odbył dwie podróże między Wołyniem a Warszawą jako kurier ZWZ. W tym czasie NKWD rozbiło kierownictwo wołyńskiego ZWZ i aresztowało wielu jego działaczy, w tym Bronisława Rumla, brata Zygmunta (stracony w 1941). Zygmunt Rumel, także zagrożony aresztowaniem, przedostał się do Warszawy.
Przebywając w Warszawie Rumel odnowił kontakty z działaczami ruchu ludowego, w tym z Banachem. Prowadził wraz z bratem Stanisławem i żoną Anną z Wójcikiewiczów (poślubioną w 1941) sklep z naczyniami kuchennymi na Ochocie, który służył za punkt kontaktowy konspiracji. Włączył się w prace podziemnej drukarni Komendy Głównej Batalionów Chłopskich.
Od jesieni 1941 roku był emisariuszem Batalionów Chłopskich na Wołyń. Na początku 1943 roku promowany przez Kazimierza Banacha na dowódcę VIII okręgu BCh – Wołyń (pseudonim „Krzysztof Poręba”).
Na początku lipca 1943 roku wydano mu rozkaz przeprowadzenia rozmów z miejscowym dowództwem Ukraińskiej Powstańczej Armii (UPA) na Wołyniu. Rumel stanął na czele delegacji wysłanej przez Kazimierza Banacha, pełnomocnika Rządu Rzeczypospolitej Polskiej, mającej na celu zahamowanie rzezi wołyńskiej i uzgodnienie wspólnej z Ukraińcami walki z Niemcami. Zrezygnowawszy ze zbrojnej obstawy w geście dobrej woli, Zygmunt Rumel udał się 10 lipca 1943 do kwatery lokalnego dowództwa SB OUN wraz z przedstawicielem Okręgu Wołyńskiego AK Krzysztofem Markiewiczem pseudonim „Czort” i woźnicą Witoldem Dobrowolskim. Wszyscy trzej zostali tam aresztowani i zabici. Według przekazów rodzinnych, rozpowszechnionych przez Annę Kamieńską, mord odbył się przez rozerwanie końmi. Z kolei sam Kazimierz Banach w swoich wspomnieniach twierdzi jedynie, że zginęli oni w tragicznych okolicznościach, nie podając szczegółów.
Jarosław Iwaszkiewicz wspominając śmierć młodego poety napisał: „Był to jeden z diamentów, którym strzelano do wroga. Diament ten mógł zabłysnąć pierwszorzędnym blaskiem”.
W dniu następnym, 11 lipca 1943, UPA rozpoczęła główny etap rzezi wołyńskiej – planowego ludobójstwa ludności polskiej na Wołyniu.

## Twórczość
Pierwsze próby poetyckie Zygmunta Rumla, opublikowane w szkolnym piśmie, datują się na rok 1934. Poza poematem Pieśń, opublikowanym w czasopiśmie „Droga Pracy”, jego wiersze trafiały do szuflady. Podczas jednego ze spotkań poetyckich w okupowanej Warszawie z twórczością Rumla miał okazję zapoznać się Leopold Staff i po tym spotkaniu powiedział do Anny Rumlowej: „Niech pani chroni tego chłopca, to będzie wielki poeta”.
W okresie międzywojennym należał do grupy poetyckiej „Wołyń”. 
Rękopisy wierszy Rumla przetrwały dzięki żonie poety, która z rodzinnym archiwum („walizką Rumlów”) przeszła m.in. przez powstanie warszawskie jako sanitariuszka. Wybór jego wierszy dokonany przez Annę Kamieńską wydano pośmiertnie dopiero w 1975 r. Spotkał się on z wysoką oceną Jarosława Iwaszkiewicza („umysł i talent noszący cechy wręcz oryginalne”).
Zdaniem Bożeny Gorskiej poezja Rumla wykazuje wyraźne wpływy twórczości Słowackiego i Norwida. Nie ulegał wpływom awangardy, poza poszukiwaniami na gruncie języka (metafora, słowotwórstwo, rym), gdzie zbliżał się do Staffa i Leśmiana. Wzorem romantyków ze szkoły ukraińskiej nawiązywał do lokalnego kolorytu oraz używał rutenizmów i rusycyzmów. W tym stylu powstał jego najsłynniejszy wiersz Dwie matki napisany w lipcu 1941 roku, w którym wyraża swoją miłość, ale także wewnętrzne rozdarcie, między dwoma „matkami-ojczyznami” – Polską i Ukrainą. W wielu jego wierszach obecna jest tematyka historyczna (np. poemat Rok 1863).

## Życie rodzinne
Zygmunt Rumel miał dwóch braci, Bronisława i Stanisława, oraz siostrę Zofię. Jego żona, Anna Kinga z Wójcikiewiczów (ur. 1911), była poetką i wychowanką szkoły teatralnej, prowadzonej przez Juliusza Osterwę przy teatrze „Reduta”. Zygmunt i Anna mieli jedno dziecko, które zmarło tuż po urodzeniu. Anna pod pseudonimem „Teresa” walczyła jako łączniczka w szeregach Batalionów Chłopskich w Powstaniu Warszawskim. Zmarła w 1991 r. 

## Upamiętnienia
- Tablica pamiątkowa przy al. Ujazdowskich w Warszawie (2013)[19].
- Dąb i tablica pamiątkowa w Alei Pamięci Narodowej przy ul. Szymanowskiego w Żarach(2013)[20].
- Tablica pamiątkowa w Kaplicy Wołyńskiej "Golgoty Narodu Polskiego" w Sanktuarium Matki Bożej Bolesnej Królowej Polski w Kałkowie-Godowie (2015)[21].

## Patron
- Decyzją Rady m.st Warszawy dnia 10 lutego 2011 Biblioteka Publiczna w dzielnicy Praga-Południe otrzymała imię Zygmunta Rumla.
- Zygmunt Rumel jest patronem jednej z ulic w Gdańsku, w Korfantowie oraz skweru w Ruszowie[22].

## Filmy
- Poeta nieznany – scenariusz, realizacja Wincenty Ronisz, zdjęcia Grzegorz Borowski, redakcja Jerzy Kapuściński produkcja Wytwórnia Filmowa „Czołówka”, TVP SA Program 2, 2004. Czas 59 min.
- W filmie Wołyń z 2016 roku w reżyserii Wojciecha Smarzowskiego sugestywnie przedstawiono śmierć Zygmunta Rumla (poprzez rozerwanie końmi) oraz nawiązano do jego wiersza Dwie matki. W filmie zmieniono jego nazwisko (na Zygmunt Krzemieniecki)[23][24].